# Витковский, Иван Матвеевич
Иван Матвеевич Витковский (1777 — около 1844, Харьков, Российская империя) — российский педагог, преподаватель музыки, скрипач, дирижёр и композитор.

## Биография
Поляк по происхождению. Ученик австрийского композитора Йозефа Гайдна (1732—1809). Талантливый польский музыкант.
Участник становления музыкальной культуры в Харькове. По приглашению В. Н. Каразина и графа С. А. Потоцкого в 1804 году прибыл для работы в Харьковском университете . Здесь преподавал игру на фортепиано и скрипке с 1805 по 1830 г. с перерывом в 6 лет.
Также, был учителем музыки в институте благородных девиц.
В 1812 году открыл в Харькове первый в городе музыкальный магазин, в 1813 — основал первую фабрику инструментов, где изготавливались фортепиано.
Автор одного из первых симфонических и камерно-инструментальных произведений, появившихся в начале XIX века в украинской музыке.
К открытию университета Витковский написал ораторию, которую исполнил оркестр из 81 музыканта.
Автор хоровых и инструментальных произведений, 6 фантазий для скрипки и фортепиано (1807, не сохранились).
Организатор первых публичных концертов.
Для студентов университета он добился покупки большого количества музыкальных инструментов из Лейпцига.
Особняк И. Витковского на углу Московской улицы и Слесарного переулка стал первым храмовым домом Римско-католической Церкви в Харькове.